# Зощенко Михайло Михайлович
Миха́йло Миха́йлович Зо́щенко (нар. 29 липня (10 серпня) 1895, Полтава[джерело?], Російська імперія — пом. 22 липня 1958, Ленінград, РРФСР, СРСР) — російський радянський письменник-новеліст та сатирик українського походження, висміював обставини і людей післяреволюційної доби та радянську систему: «Оповідання Назара Ільїча пана Синебрюхова», «Гумористичні оповідання», «Важкі часи», «Про що співав соловейко» та ін. повісті й оповідання.
Найбільш значні та відомі оповідання писав на сленгу — розмовній мові люмпенізованих пролетарів та радянських обивателів в СРСР 20-30-х років ХХ століття. Цей сленг є сумішшю жаргонів: злодійського, моряків, волоцюг, міських люмпенів та ін. Тому його твори надзвичайно важко чи практично неможливо перекладати на інші мови — втрачається колорит оповідання. У його творах чітко простежується (як ні в кого з тогочасних письменників) відмінність між автором і оповідачем, від імені якого, буцімто, ведеться розповідь. Сам Зощенко був високоосвіченою інтелігентною людиною, а розповідь в оповіданнях ведеться від імені такого собі малоосвіченого пролетарія чи обивателя, який втратив стару культуру (сільську або дореволюційну), але нової так і не здобув. Крім культурної деградації оповідача часто характеризує і моральна деградація. Але автор, крім того що сміється над оповідачем і героями оповідань, співчуває своїм героям, герої викликають не ненависть, а щирий жаль.
Засуджений офіційною критикою.
Зазнавав переслідувань з боку радянської влади.

## Життєпис

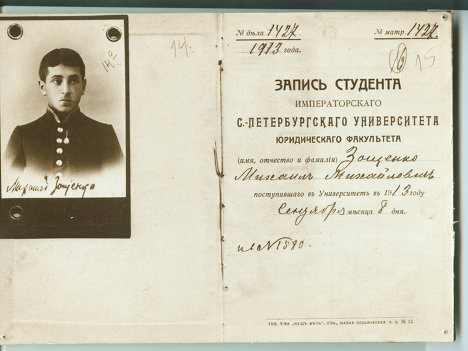
Студентський квиток М. М. Зощенка.

Народився 29 липня (10 серпня н. с.) у Полтаві[джерело?] в родині художника-передвижника, дворянина, уродженця Полтавської губернії[джерело?] Михайла Івановича Зощенка (1857—1907). Мати — Олена Осипівна Суріна (1875—1920) — актриса, журналістка, письменниця, публікувалась у газеті «Копійка».
Здобув гімназичну освіту, в 1913 вступив до Петербурзького університету на юридичний факультет.
На початку Першої світової війни навчався у військовому училищі, отримав звання прапорщика і виїхав на фронт. Під час боїв був поранений, зазнав уражень отруйними газами. За хоробрість одержав 5 орденів: святого Станіслава (3-го та 2-го ступенів), святої Анни (4-го та 3-го ступенів) та святого Володимира 4-го ступеня. Після отруєння газами перебував у військовому шпиталі (його здоров'я похитнулося) і 9 лютого 1917 в чині штабс-капітана був демобілізований у резерв.
Влітку 1917 призначений начальником пошти та телеграфу і комендантом пошти Петрограду. Потім виїхав в Архангельськ, де обіймав посаду ад'ютанта Архангельської дружини. Відмовився від пропозиції емігрувати до Франції. Після революції працював секретарем у суді, «інструктором з кроликівництва та куророзведення» в Смоленській губернії. Під час громадянської війни добровільно пішов до лав Червоної армії, служив полковим ад'ютантом І Зразкового полку сільської бідноти. Взимку 1919 брав участь в боях під Нарвою та Ямбургом із загонами Булак-Балаховича. У квітні 1919 після серцевого нападу визнаний непридатним до служби в армії. Але не зважаючи на це служив телефоністом у прикордонній сторожі.

### Літературна праця
З 1920 до 1922 змінив безліч занять (був столярем, шевцем, діловодом, агентом карного розшуку та ін.), про що писав пізніше: «…я змінив десять або дванадцять професій, перш ніж дістатися до своєї теперішньої професії».
У цей час він почав відвідувати літературну студію при видавництві «Всесвітня література», якою керував Корній Чуковський. Публікуватися почав у 1922 році. Належав до літературної групи «Серапіонові брати» (Л. Лунц, Вс. Іванов, В. Каверін, К. Федін, Мих. Слонімський, Е. Полонська, М. Тихонов, М. Нікітін, В. Познер). «Серапіонові брати» цуралися демагогії, марнославства, декларативності, якими хворіла тогочасна офіційна радянська література, говорили про незалежність мистецтва від політики, влади та держави, зображаючи реальність, виходили з фактів, а не з гасел та офіційної ідеології. Їх позицією була усвідомлена незалежність, яку вони протиставили ідеологічній кон'юктурності радянської літератури. Офіційні радянські критики негативно сприймали «Серапіонових братів».
У 1920-х сформував свого головного «героя» та оповідача — типового радянського обивателя з примітивною етикою, найпримітивнішими поглядами на довколишній світ. Письменник працює над мовою, вивчаючи робітничий сленг та говірку, поширену в тогочасних комунальних квартирах, використовує форми народної оповіді, відшліфовує характерний образ оповідача. У 1930-х, переживаючи глибоку психологічну кризу на межі нервової та психічної хвороби, намагається знайти вихід і пише об'ємні праці, що мають філософський характер: «Повернена молодість», «Блакитна книга», «Перед світанком» — психологічні повісті, в яких намагався пояснити, як можна подолати страх, меланхолію, депресію, параною в умовах радянської влади. Ці його роботи зазнали особливо нищівної критики з боку офіційної ідеології та були заборонені. Були повністю опубліковані на Батьківщині тільки у 1987.
У 1920-ті та 1930-ті його оповідання отримують величезну популярність, успіх письменника серед читачів неймовірний. Він їздить з виступами по країні. Осип Мандельштам в ті роки писав про Зощенка, як про найкращого письменника, що писав про пролетаріат і розумів його світ.
Уже в 1929-1932 виходить зібрання його творів в шести томах. А загалом у 1922-1946 нараховується 91 видання і перевидання його книг.
Уже перша книжка «Оповідання Назара Ілліча пана Синебрюхова» (1922) свідчила про самобутність знайденої письменником оповідної форми.
Під час війни він був в евакуації в Алмати, працював у «Мосфільмі», у 1943 повертається у Москву і працює в журналі «Крокодил». Працював у театрі, одна з його п'єс — «Парусиновий портфель» мала більше 200 вистав тільки за один рік.
З 17 серпня до 1 вересня 1934 проходив Перший Всесоюзний з'їзд радянських письменників, членом правління якого був вибраний Зощенко. На перший погляд творча доля письменника складалася благополучно, проте протягом всього літературного шляху він піддавався суворій і часто упередженій критиці. Апофеозом всіх перипетій стала сумнозвісна постанова ЦК ВКП(б) від 14 серпня 1946 «Про журнали "Звезда" і "Ленинград"». 4 вересня Зощенка і Анну Ахматову виключають із Спілки радянських письменників. Зощенка позбавляють продуктової «робочої картки». Привід для нападок цього разу був зовсім надуманий — дитяче оповідання «Пригоди мавпи». Його офіційно оголошують «пошляком», що приносить тільки шкоду радянській літературі. Секретар ЦК Андрій Жданов назвав його «ворогом, що окопався в тилу». Вкрай негативно про нього висловився Йосип Сталін, що в ті часи практично означало смертний вирок. Дивом він уникнув арешту та репресій.
Після цієї постанови всі видавництва, журнали і театри розривають контракти. Письменник опинився без засобів на існування на межі голодної смерті. Щоб якось вижити він підробляв шевцем та анонімно працював перекладачем.
Повернутися в Спілку письменників зміг тільки після смерті Сталіна. Але цькування продовжувалося. Офіційні критики і літератори продовжували наполягати, що його твори мають антирадянський характер. На зустрічі з іноземними студентами у 1954 заявив, що постанови щодо заборони його творів неправильні і він з цим категорично незгодний. Після цього виступу партійні керівники вимагали від нього офіційно покаятись. Але письменник категорично відкинув цю вимогу.
На одному із засідань Спілки письменників він заявив: «Я можу сказати — моє літературне життя і доля при такій ситуації закінчені. У мене немає виходу. Сатирик повинен бути морально чистою людиною, а я принижений, як останній сучий син. У мене немає нічого в подальшому. Нічого. Я не збираюсь нічого просити. Не потрібно мені вашого співчуття — ні вашого Друзіна, ні вашої лайки та криків. Я більш ніж втомився. Я приймаю будь-яку долю крім тієї, яку маю».
Помер в Ленінграді 22 липня 1958 о 0.45. Офіційними органами не було надано дозволу на його поховання у Ленінграді.
Прах письменника покоїться на кладовищі в Сестрорецьку (Ленінградська область).
Сам завжди називав себе полтавчанином, за місцем народження свого батька[джерело?],.

### Екранізації
За мотивами творів письменника були зняті художні фільми, у тому числі відома комедія Леоніда Гайдая «Не може бути!» (1975) за оповіданнями письменника «Злочин і кара», «Дотепна пригода», «Весільна подія».
Фільми за мотивами творів Зощенка М. М.:
- «Злочин і кара» (1940)
- «Серенада» (1968, короткометражний фільм)
- «На ясний вогонь» (1975)
- «Не може бути!» (1975)
- «Сторінками „Блакитної книги“» (1977, телевистава)
- «Божевільний день інженера Баркасова» (1983)
- «Золота рибка» (1985, телевистава)
- «Геть комерцію на любовному фронті, або Послуги взаємні» (1988)
- «Золоті слова» (1989, мультфільм)
- «Собачий нюх» (1989)
- «Тюк!» (1990, мультфільм)
- «Істинні події» (2000) та ін.

### Цитати
«Переляканий письменник — це вже втрата кваліфікації»
- Аристократка  [Архівовано 29 лютого 2012 у Wayback Machine.]
- Нервові люди  [Архівовано 1 січня 2012 у Wayback Machine.]
- Льоля і Мінька  [Архівовано 7 серпня 2012 у Wayback Machine.]
- Кочерга
- Кішка й люди  [Архівовано 28 квітня 2012 у Wayback Machine.]